# Windecker YE-5
El Windecker YE-5 fue un avión experimental estadounidense desarrollado en los años 70, evaluado por la Fuerza Aérea de los Estados Unidos.

## Diseño y desarrollo
Era un avión de construcción totalmente en materiales compuestos, basado en el avión comercial de ala baja y monomotor Windecker Eagle. El YE-5A, entregado en 1973, fue usado en pruebas relacionadas con la detectabilidad radar (conocida comúnmente como "furtividad") de los aviones de materiales compuestos. Se construyó un único YE-5A (matrícula 73-1653). La célula de materiales compuestos del YE-5 se benefició del proyecto del Ejército estadounidense y demostró ser difícil de detectar usando el radar; sin embargo, otros componentes, incluyendo el motor metálico, podían verse en el mismo. El YE-5A resultó destruido en un accidente mientras realizaba un proyecto clasificado en 1985, y fue reemplazado por un ejemplar convencional civil modificado del Windecker Eagle (N4196G), para completar el proyecto. Este avión fue desmontado y almacenado en el United States Army Aviation Museum en Fort Rucker, Alabama.

### Proyecto CADDO
Las pruebas de la Fuerza Aérea de los Estados Unidos fueron precedidas por otras realizadas a un prototipo casi idéntico, que fue entregado al Ejército estadounidense en 1972. Este avión se llamó en clave CADDO y fue probado en el Aberdeen Proving Ground. El Ejército adquirió otro Eagle en 1974, que fue usado en pruebas balísticas. El Eagle del Ejército también fue usado en pruebas por la Fuerza Aérea estadounidense. Finalmente, este avión (N803WR) resultó destruido por un tornado en 1980.

## Operadores
Estados Unidos
- Fuerza Aérea de los Estados Unidos

## Especificaciones (YE-5A)

### Características generales
- Tripulación: Uno (piloto)
- Longitud: 8,7 m (28,5 ft)
- Envergadura: 9,8 m (32,2 ft)
- Altura: 2,9 m (9,5 ft)
- Peso vacío: 975 kg (2148,9 lb)
- Peso cargado: 1500 kg (3306 lb)
- Planta motriz: 1× motor bóxer de seis cilindros refrigerado por aire Lycoming I0-540-G.
  - Potencia: 216 kW (298 HP; 294 CV)

### Rendimiento
- Velocidad máxima operativa (Vno): 338 km/h (210 MPH; 183 kt) a nivel del mar
- Velocidad crucero (Vc): 328 km/h (204 MPH; 177 kt) al 75% de potencia
- Velocidad de entrada en pérdida (Vs): 106 km/h (66 MPH; 57 kt) con flaps abajo
- Alcance: 1770 km (956 nmi; 1100 mi)
- Techo de vuelo: 5500 m (18 045 ft)
- Régimen de ascenso: 6 m/s (1181 ft/min)
- Carga alar: 94 kg/m² (19,3 lb/ft²)
- Potencia/peso: 0,14 kW/kg (0,09 hp/lb)

## Aeronaves relacionadas

### Desarrollos relacionados
- Windecker Eagle

### Secuencias de designación
- Secuencia E-_ (Aviones con instalación Electrónica especial estadounidenses, 1962-presente): ← E-2 - E-3 - E-4 - E-5 - E-6 - E-7 - E-8 →